# Van France
Pour les articles homonymes, voir France (homonymie).
Van Arsdale France ou simplement Van France (3 octobre 1912, Seattle, Washington - 13 octobre 1999, Newport Beach, Californie) était un employé de la Walt Disney Company, qui a créé la Disney University, l'« école » formant les Cast members (employé de Disney) aux métiers des parcs à thèmes.

## Biographie
Après des études à San Diego et un diplôme en art libéral obtenu en 1934, il occupe différents emplois à travers tous les États-Unis, depuis la Californie à l'Ohio. Un tournant dans sa carrière intervient lorsqu'il est embauché comme directeur des formations à la division de Fort Worth (Texas) de General Dynamics.
Cet emploi lui permet durant la Seconde guerre mondiale d'être un formateur consultant civil de l'Armée américaine en Angleterre puis en Allemagne. À son retour aux États-Unis, il devient le surintendant des relations industrielles de Kaiser Aluminum Mead Works à et directeur des relations de travail pour Kaiser Frazer dans le Michigan.
En mars 1955, il est engagé pour travailler au parc Disneyland, soit presque cinq mois avant son ouverture le 17 juillet 1955. Il devient l'un des nombreux employés du parc. Il obtient différents postes dont manager de Tomorrowland, coordinateur d'un premier magazine interne des employés et agent d'accueil.
Il crée plus tard la Disney University, le service de formation des employés des parcs Disney avec pour but de garantir des standards.
Il a pris sa retraite en 1978,.
En 1994, il est nommé Disney Legends, et décède en 1999.
En son honneur, une fenêtre du parc Disneyland comporte la mention Van Arsdale France - Founder and Professor Emeritus - Disney Universities.

## Ouvrage
- Van Arsdale France, Window on Main Street